# Patty Jo Watson
Pour les articles homonymes, voir Watson.
Patty Jo Watson, née le 26 avril 1932 et morte le 1er août 2024 à Arlington (Massachusetts),, est une archéologue américaine, connue pour son travail sur les natifs américains de la civilisation précolombienne, en particulier ceux de la région de Kentucky nommée "Mammoth Cave". 
Elle est professeure émérite d'archéologie à l'Université de Washington à St Louis. Jusqu'à sa retraite en 2004, elle avait dans la même université le titre de "Edward Mallinckrodt Distinguished University Professor of Archaeology".

## Formation
Patty Jo Watson a obtenu son doctorat à l'Université de Chicago en 1959. Elle fut également l'étudiante de Robert John Braidwood, un des fondateurs de l'archéologie scientifique et une référence pour la préhistoire au Proche-Orient.

## Carrière
Au début de sa carrière académique, Patty Jo Watson se consacre à l'étude archéologique du Proche-Orient ancien. Elle participe notamment à de nombreuses campagnes de fouille en Irak, Iran et Turquie. Avec Robert J. Braidwood, elle s'intéresse plus particulièrement aux modes de production de la nourriture des communautés préhistoriques et aux origines de l'agriculture et du pastoralisme. Son mari, Richard A. Watson, la convint ensuite de changer son domaine de recherche pour l'Amérique du Nord.
Patty Jo Watson est une promotrice de l’archéologie processuelle et a grandement contribué à ce courant de pensée.
Elle a également joué un rôle important dans l'application de l'ethnographie à l'archéologie. Dans les années 1960 à Mammoth Cave, elle suggère de récréer par expérimentation les anciens mode de production de nourriture afin de combler les lacunes des données archéologiques. "Elle a [dès lors] contribué à la mise en place des techniques de récupération de restes végétaux carbonisés à partir des dépôts archéologiques ainsi qu'à la compréhension de l'origine de l'agriculture pré-maïs dans l'Amérique du Nord précolombienne." Son travail sur le régime alimentaire des natifs américains qui vivaient dans la Mammoth Cave a également inclus l'examen de l'intestin des corps retrouvés dans la grotte.

## Récompenses
En 1988, Watson a été élue à la National Academy of Sciences. Dans son numéro de novembre 2002, le magazine Discover a inclus Patty Jo Watson parmi les "50 femmes les plus importantes en Science". L'article cite le travail de Watson en ces termes : « [il a permis] la collecte des meilleures données qualitatives et quantitatives pour un ancien site agricole en Amérique du Nord" et a aidé à "introduire une méthodologie scientifique dans les études archéologiques ». En 1999, Watson a reçu la Gold Medal Award pour l'excellence de son travail archéologique par l'Archaeological Institute of America.